# فرودگاه ایالتی چیلوکوین
فرودگاه ایالتی چیلوکوین (به انگلیسی: Chiloquin State Airport) یک فرودگاه همگانی است که یک باند فرود آسفالت دارد و طول باند آن ۱۱۳۸ متر است. این فرودگاه در کشور ایالات متحده آمریکا قرار دارد و در ارتفاع ۱۲۸۵ متری از سطح دریا واقع شده‌است.